# بورخا فيغيرا
بورخا فيغيرا مانزاناريس (بالإسبانية: Borja Viguera Manzanares)‏ (مواليد 26 مارس 1987 - لوغرونيو ، إسبانيا) لاعب كرة قدم إسباني ، يلعب في مراكز المهاجم الصريح والجناح الهجومي الأيسر والأيمن ، ويلعب حاليًا لنادي ريال سبورتينغ خيخون الإسباني في صفقة انتقال حر من نادي أتلتيك بيلباو.

## بطولات وإنجازات اللاعب

### على مستوى الأندية

#### ريال سوسيداد
- دوري الدرجة الثانية الإسباني: 2009–2010

#### ديبورتيفو ألافيس
- الدوري الإسباني الدرجة الثانية بي: 2012–2013

#### أتلتيك بيلباو
- كأس السوبر الإسباني: 2015

### على المستوى الفردي
- هداف دوري الدرجة الثانية الإسباني 2013–2014 (برصيد 25 هدفًا) مع فريق ديبورتيفو ألافيس [2]

## روابط خارجية
- بورخا فيغيرا على موقع قاعدة بيانات كرة القدم.إي يو (الإنجليزية)
- بورخا فيغيرا على موقع Soccerbase.com (لاعب) (الإنجليزية)
- بورخا فيغيرا على موقع Soccerway.com (الإنجليزية)
- بورخا فيغيرا على موقع عالم كرة القدم.نت (الإنجليزية)
- بورخا فيغيرا على موقع AS.com (الإسبانية)